# Chen Xiexia
Chen Xiexia 陈燮霞 (jiaxiang: Guangdong, Kanton, Panyu, Lanhe, Da'ao) is een Chinese gewichtheffer. Ze haalde goud op de Olympische Zomerspelen 2008 in de klasse gewichtheffen tot 48 kilogram, nadat ze de Turkse Sibel Özkan en Chinees Taipeise Chen Wei-Ling had verslagen. Chen en de zilveren medaillewinnaars werden in 2017 gediskwalificeerd vanwege dopinggebruik.
Ze trainde al op jonge leeftijd. Ze steeg naar de stadscompetitie Guangzhou, later naar de provinciale competitie Guangdong en uiteindelijk op nationaal niveau. In 1999 ging ze het volksbevrijdingsleger in. In 2006 brak ze het record en hief 117 kilogram.
Xiexia spreekt Standaardmandarijn, Standaardkantonees en heeft vele Hongkongse fans.